# Замок Кейр

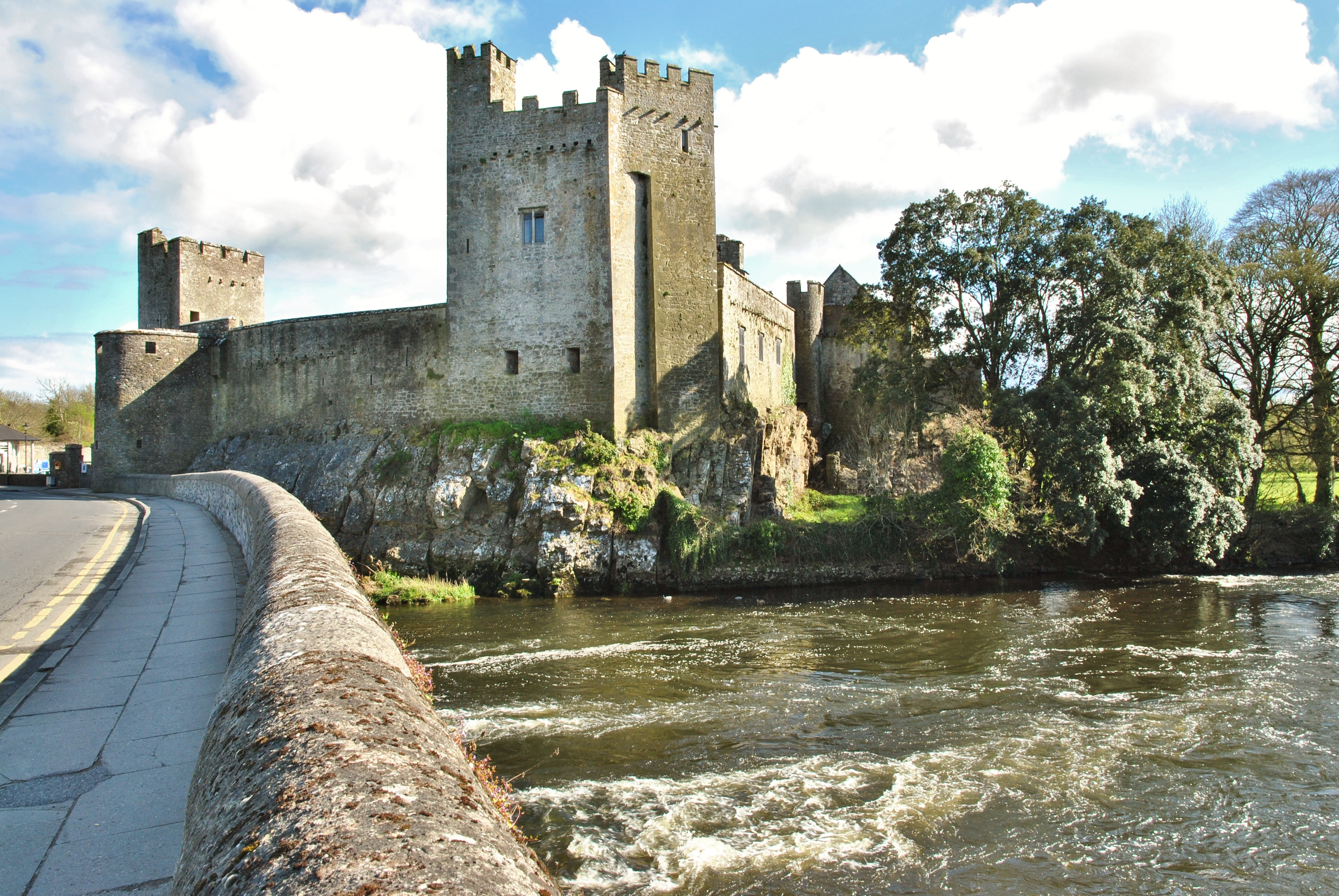
Замок Кейр.

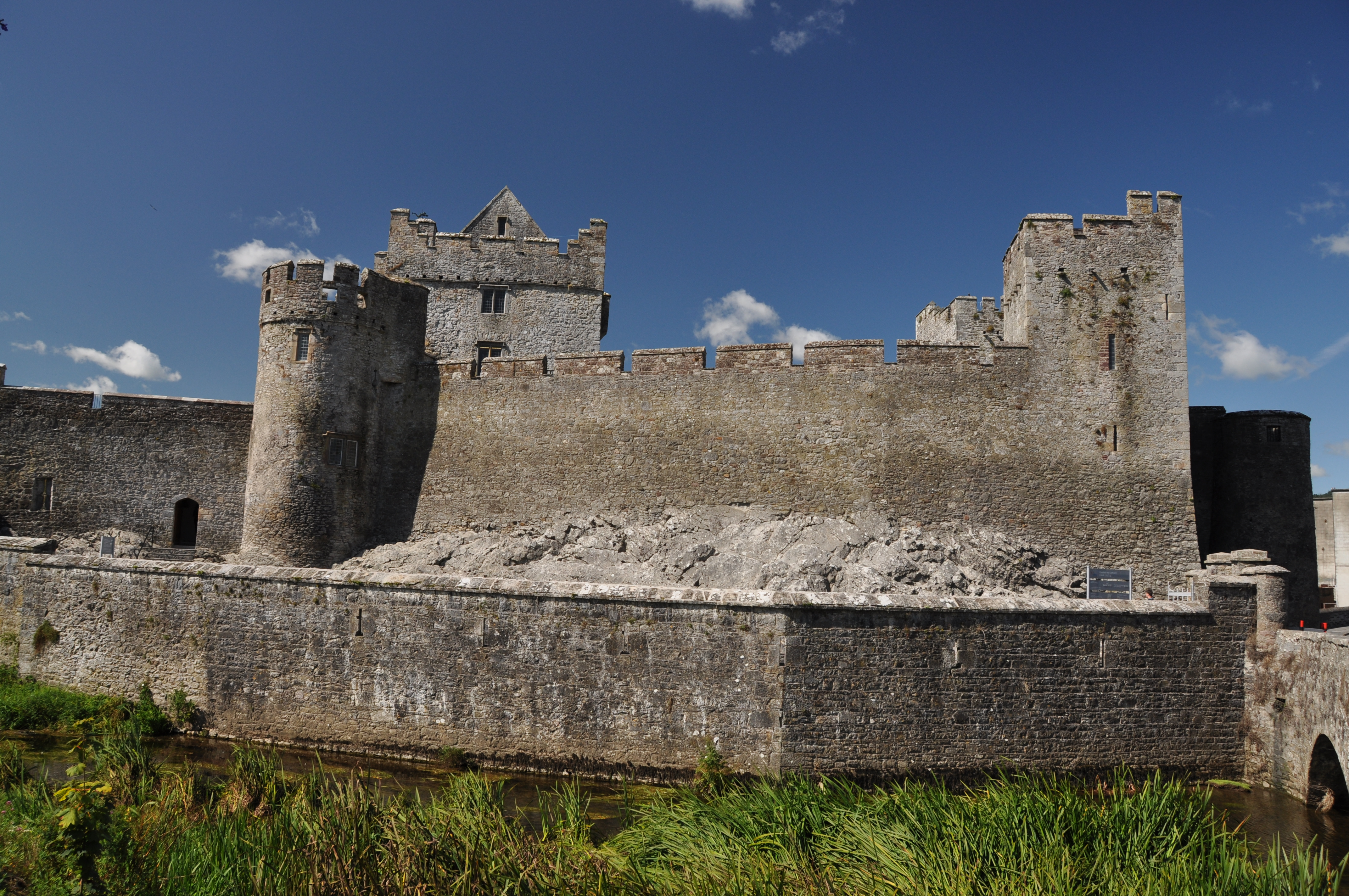
Замок Кейр.

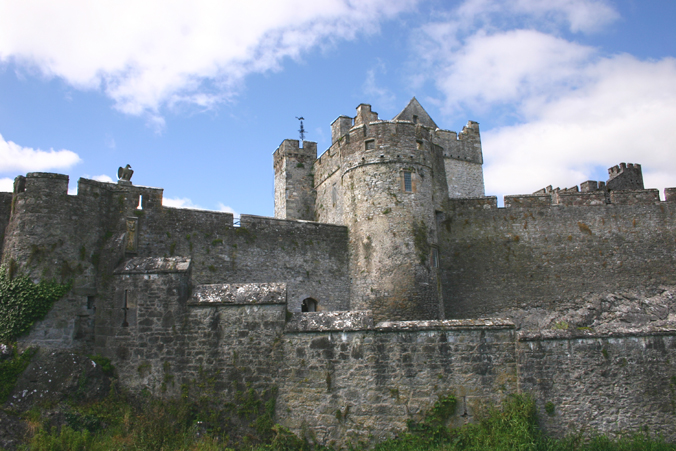
Замок Кейр.

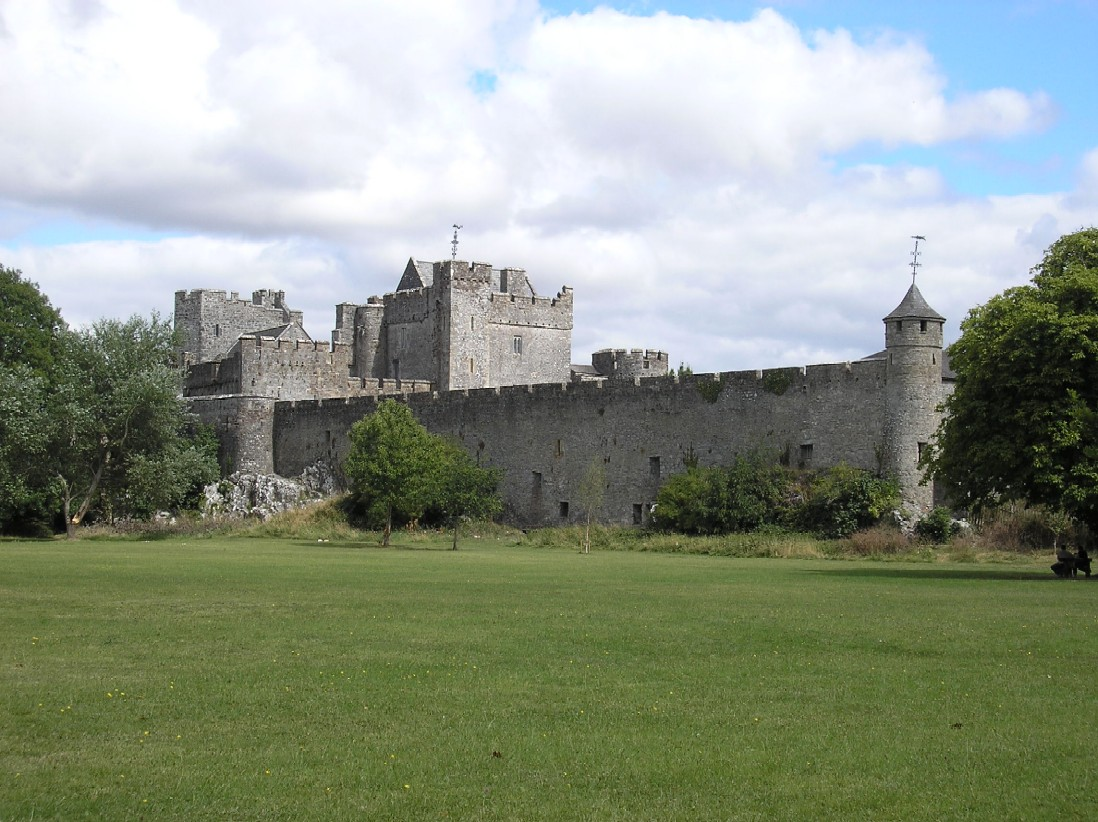
Замок Кейр.

Герб вождів клану О'Браєн.

Замок Кейр (англ. Cahir Castle, ірл. Caisleán na Cathrach) — замок Кахрах — один із замків Ірландії, розташований в графстві Тіпперері, в центрі міста Кейр (Кахрах). Це один із найбільших замків Ірландії, стоїть на берегах річки Шур. Замок був побудований ірландським кланом О'Браєн в 1142 році — вождем клану Конором О'Браєном, що був одночасно королем ірландского королівства Томонд. Замок добре зберігся, є популярним серед туристів. Проводяться екскурсії різними мовами.

## Історія замку Кейр

### Історія будівництва
Замок Кахрах був побудований на місці більш давньої оборонної споруди — на місці кельтської фортеці, що була відома як «кахайр» — кам'яний форт. Саме від неї походить і назва місцевості, і назва замку. Та споруда замку, що дійшла до нас — результат неодноразових перебудов. Основна частина замку була збудована в ХІІІ столітті кланом О'Браєн. Наприкінці XIV століття замком заволоділи могутні феодали Батлери. Вони розбудували і розширили замок у XV—XVII століттях. У XVIII столітті замок був частково зруйнований. Відновлено замок в 1840—1550 роках. Великий зал замку був перебудований в 1840 році.

### Місце в історії
У 1375 році замком заволодів Джеймс Батлер, що отримав тоді титул графа Ормонд за вірність королю Англії Едварду ІІІ. Син графа Ормонд, якого теж звали Джеймс став ІІ графом Ормонд. Він передав у спадок своїм нащадкам баронства Іффа та Західне Оффа, хоча влада його над землями південно-західної Ірландії була неповною і нестійкою. У 1542 році було створено баронство Кейр. На відміну від деяких інших нащадків англо-норманських переселенців в Ірландію Батлери підтримали повстанців за незалежність Ірландії в часи правління королеви Англії Єлизавети І і так званих «єлизаветинських війн» в Ірландії (Дев'ятирічної війни в Ірландії). Це пояснюється в першу чергу тим, що Батлери лишилися вірними католицизму. як і більшість населення Ірландії, тоді як більшість англійців стали протестантами. У 1599 році замок Кейр був захоплений англійськими військами під проводом графа Ессекса. Потім протягом року замок контролював сер Чарльз Блаунт. Лорд Кейр приєднався до графа Тайрона (короля Тір Еогайн) в 1601 році, що продовжував боротьбу за незалежність Ірландії. За «зраду» Англії лорда Кейр його засудили до страти, але потім помилували. У 1627 році замок став місцем вбивства. Зять лорда Кейра — лорд Данбойн вбив свого кузена Джеймса Прендергаста під час сварки за спадщину. Його засудили за вбивство до страти, але потім помилували і виправдали. У 1641 році спалахнуло нове повстання за незалежність Ірландії. Під час війни 1641—1652 років замок Кейр був обложений двічі. У 1647 році Джордж Метью — опікун молодого лорда Кейр здався Муроу О'Браєну — VI барону Інчіквін, що пізніше став графом. Капітуляція замку відбулась після битви під Кнокненаус. У 1650 році замок обложили війська англійські Олівера Кромвеля. Замок капітулював.
У 1961 році останній лорд Кейр помер і замок став власністю республіки Ірландія.
Наприкінці ХХ століття замок був проголошений пам'яткою історії та архітектури Ірландії національного значення. Замком керує Управляння громадських робіт Ірландії. У замку проводяться екскурсії.

## Замок Кейр в мистецтві
У 1998 році замок був використаний для зйомок фільмів «Таємничі лицарі королівства Тір-на-Ног» та «Діти Фокса». У 1881 році замок використали для зйомок фільму «Екскалібур». Потім замок використали для зйомок історичного серіалу «Тюдори».